# Chełm Miasto
Chełm Miasto – przystanek osobowy w Chełmie, w województwie lubelskim, w Polsce. Wybudowany prawdopodobnie w latach 1955–1956. Według PKP ma kategorię C.

## Ruch pasażerski[1]
| Rok  | Wymiana pasażerska na dobę |
| ---- | -------------------------- |
| 2017 | 200-299                    |
| 2018 | 200-299                    |
| 2019 | 200-299                    |
| 2020 | 200-299                    |
| 2021 | 300-499                    |
| 2022 | 500-699                    |
| 2023 | 500-699                    |

## Modernizacja
Jeden peron wyspowy z pięcioma wiatami przystankowymi i budynek mieszczący kasę biletową i poczekalnię. Po remoncie przeprowadzonym w 2011 przystanek nabrał nowego blasku. Gruntownie zmodernizowano dworzec i peron. PKP (Polskie Koleje Państwowe) planuje w przyszłości powiększenie dworca Chełm Miasto, oraz dobudowanie dodatkowego peronu. Na przystanku zatrzymują się wszystkie pociągi Regio w kierunku Chełma, Lublina Głównego, Zamościa, Dęblina i Dorohuska, IC w kierunku Chełma i Warszawy oraz międzynarodowe w kierunku Warszawy i Kijowa.
Ruch pociągów obsługiwany jest przez posterunek odgałęźny Uherka.
W październiku 2024 zakończyła się przebudowa peronu, który został przedłużony do 300 m. Ponadto zainstalowano nowe oświetlenie ledowe i ścieżki naprowadzające dla osób z dysfunkcją wzroku.